# Ernest Lerwile
Ernest Lerwile (né Ernest Weiller à Besançon le 4 août 1863 et mort à Paris 9e le 6 avril 1944) est un contrebassiste et compositeur français.

## Biographie
Contrebassiste solo à l'Opéra de Paris, on lui doit les musiques de plus de 400 chansons de l'avant et de l'entre-deux guerres sur des textes, entre autres, d'Adolphe Jost, Michel Carré ou Eugène Héros ainsi que de nombreuses pièces pour piano, contrebasse, instruments à cordes, violons et violoncelles. 
Son œuvre la plus connue reste sa composition musicale pour une opérette en trois actes de Guy de Téramond, Don Quichotte de la Manche (1935).
D'origine juive, il est licencié de l'Opéra de Paris à l'automne 1940 mais perçoit une indemnité pour son ancienneté jusqu'en décembre 1942.